# Fábrica de Teatro Imaginario
La Fábrica de Teatro Imaginario (FTI) o, en euskera, Antzerkiola Imaginarioa es un proyecto escénico creado en Bilbao (País Vasco, España) con el objetivo de indagar el lenguaje teatral.
La FTI nació en 1998 dentro de la compañía "Mina Espazio" impulsada, entre otros, por los actores Ander Lipus, Jon Gerediaga y Miren Gaztañaga. Se basa en la utilización de los elementos que tienen origen en el imaginario colectivo de la compañía. Realiza creaciones teatrales que se originan en el juego en donde se van combinando las diversas dramáticas escénicas: texto, música, espacio, iluminación, objetos, actores, bailarines, etc. 
Las herramientas de representación dramática que la FTI utiliza surgen desde la investigación de las principales corrientes del teatro del siglo XX así como de las tradiciones teatrales de diversas partes del mundo.

## Montajes
- 8 olivettis poéticos
- Kutxa XXI Caja
- La niña que sueña lunas también se mea en la cama
- Mis rarezas dirías tú
- Mundopolski
- Nekropolis
- Palabras en soledad
- Un minuto
- Au revoir Triunfadores!
- Yuri Sam; otoitza
- Ezekiel
- Ardoaz
- Kaputen kanta
- Fitola balba karpuki tui
- Babiloniako loreak (Flores de Babilonia)